# Alain (filosoof)

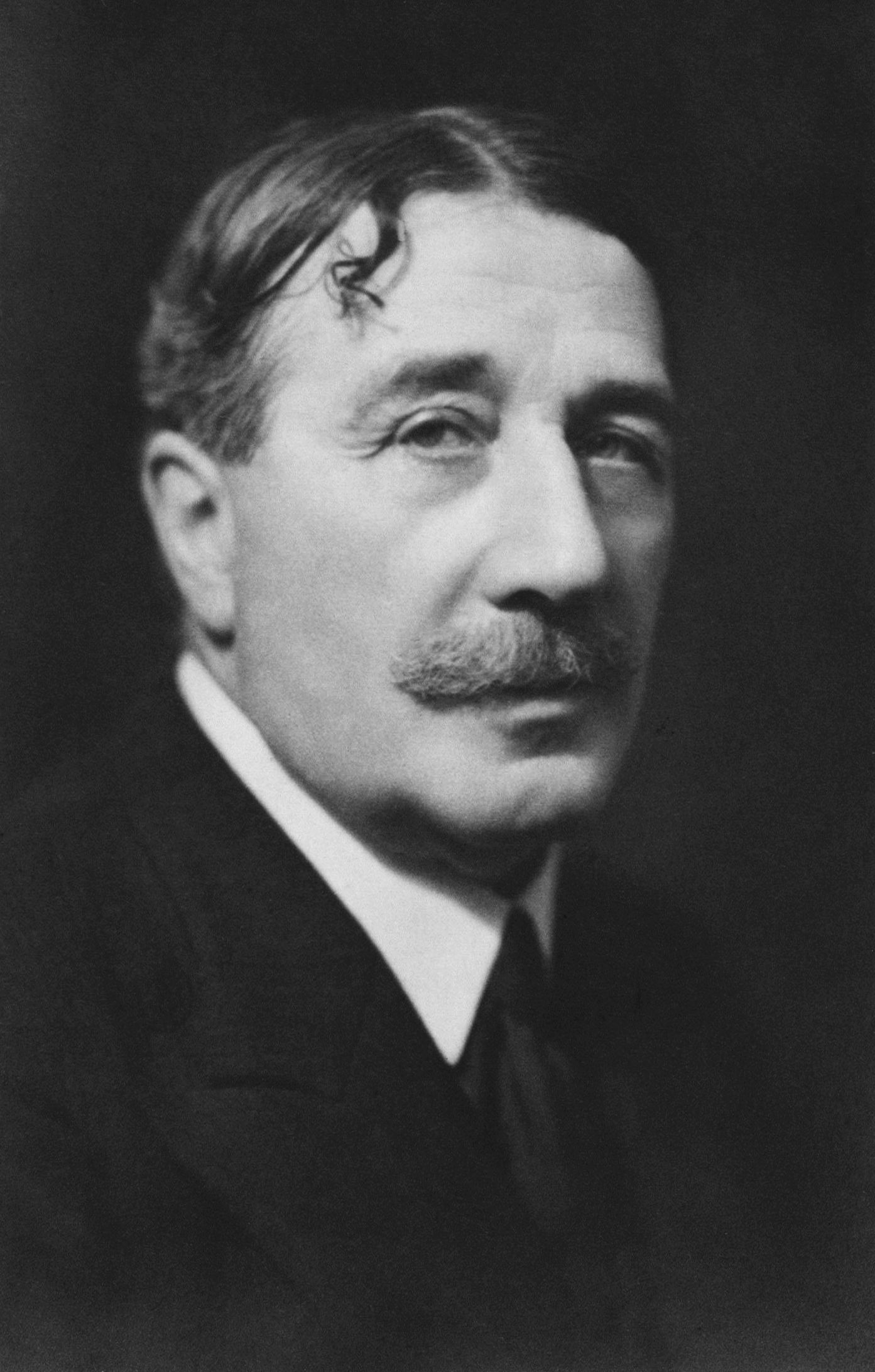
Alain

Les Marchands de sommeil

Alain, pseudoniem van Émile-Auguste Chartier (Mortagne-au-Perche, 3 maart 1868 - Le Vésinet, 2 juni 1951, begraven op Père-Lachaise), was een Franse filosoof, journalist en leraar.
Chartier was de zoon van een veearts. Hij was gedurende 18 jaar leraar filosofie, van 1893 tot 1900 in Lorient. In 1894 begon hij als journalist als reactie op de Dreyfusaffaire en koos de pennennaam Alain. In 1900 verhuisde hij naar Rouen.
Alain publiceert vanaf 1903 in de Dépêche de Rouen een kroniek "Propos du dimanche", later gevolgd door "Propos du lundi". In 1906 werden zijn kronieken in Parijs verspreid onder de titel "Propos d'un Normand". Zijn "Propos" zijn korte artikelen naar aanleiding van gebeurtenissen van alledag. De "Propos" zijn kort en puntig. In totaal schreef Alain er 3.098. 
Hoewel Alain pacifist was, nam hij in 1914 dienst tijdens de Eerste Wereldoorlog. Op 14 oktober 1917 kreeg hij ontslag uit het leger. Na de oorlog schreef hij "Mars ou la guerre jugée".
Bekende leerlingen van Alain waren André Maurois, Raymond Aron, Simone Weil en Georges Canguilhem.

## Werken
- 1917 Quatre-vingt-un Chapitres sur l'esprit et les passions
- 1918 Petit Traité d'Harmonie pour les aveugles (in braille)
- 1919 Les Marchands de sommeil
- 1920 Système des Beaux-arts
- 1921 Mars ou la guerre jugée
- 1923 Propos sur l'esthétique
- 1924 Lettres au Dr Henri Mondor
- 1925 Propos sur les pouvoirs - Eléments d'une doctrine radicale
- 1925 Souvenirs concernant Jules Lagneau
- 1926 Sentiments   passions et signes
- 1926 Le citoyen contre les pouvoirs
- 1927 Les idées et les âges
- 1927 La visite au musicien
- 1928 Propos sur le bonheur
- 1931 Entretiens au bord de la mer
- 1932 Idées
- 1932 Propos sur l'éducation
- 1933 Les Dieux
- 1934 Propos de littérature
- 1934 Propos de politique
- 1935 Propos d'économique
- 1935 Stendhal
- 1937 Souvenirs de guerre
- 1937 Entretien chez le sculpteur
- 1937 Les Saisons de l'esprit
- 1938 Propos sur la religion
- 1940 Eléments de philosophie
- 1942 Vigile de l'esprit
- 1943 Préliminaires à la mythologie

J.A. Sandfort vertaalde, uit zes bundels Propos, Twaalf praatjes (L.J.C. Boucher, 's-Gravenhage 1955).

## Citaten
- "Penser, c'est dire non."(in: Propos sur les pouvoir) Denken is nee zeggen.
- "La morale commence là où s'arrête la police."  De moraal begint waar de politie ophoudt.

## Museum
In zijn geboorteplaats Mortagne-au-Perche is in het Maison des Comtes du Perche het Musée Alain ingericht met een permanente tentoonstelling over zijn leven en werk en een reconstructie van zijn werkkamer.